# Eucalyptus elata
Eucalyptus elata là một loài thực vật có hoa trong Họ Đào kim nương. Loài này được Dehnh. mô tả khoa học đầu tiên năm 1829.